# ناگاکو
امپراتریس ناگاکو یا امپراتریس کوجون (به ژاپنی: 香淳皇后)، (زاده ۶ مارس ۱۹۰۳ – درگذشته ۱۶ ژوئن ۲۰۰۰) همسر امپراتور هیروهیتو، امپراتور ژاپن بود. او مادر امپراتور آکی‌هیتو می‌باشد.
امپراتریس کوجون از ۲۵ دسامبر ۱۹۲۶ تا ۷ ژانویه ۱۹۸۹ همسر امپراتور بوده و به این ترتیب او طولانی‌ترین دوره امپراتریس بودن را در سراسر تاریخ ژاپن داشته‌است.

## زندگی‌نامه
شاهدخت ناگاکو در ۶ مارس ۱۹۰۳ در توکیو زاده شد. او بزرگترین دختر شاهزاده کونینومیا کونیوشیئو، یکی از اعضای خانواده سلطنتی و فیدل مارشال ارتش ژاپن بود.
امپراتریس کوجون در سال ۱۹۱۹ با شاهزاده هیروهیتو ازدواج کرد که وی بعدها امپراتور ژاپن شد.